# Wanqiu
Wanqiu (kinesiska: 湾丘乡, 湾丘) är en socken i Kina. Den ligger i provinsen Sichuan, i den sydvästra delen av landet, omkring 440 kilometer sydväst om provinshuvudstaden Chengdu.
Genomsnittlig årsnederbörd är 1 314 millimeter. Den regnigaste månaden är juli, med i genomsnitt 331 mm nederbörd, och den torraste är januari, med 4 mm nederbörd.